# Markleeville, California
Markleeville (cunoscut anterior ca Markleville)  este un loc desemnat pentru recensământ (acronim, CDP) și sediul comitatului Alpine, statul  California,  Statele Unite ale Americii. Populația localității fusese de 210 locuitori la 1 aprilie 2010, o creștere de la 197 de locuitori, registrați la Census 2000.
Localitatea Markleeville include de asemenea și comunitatea neîncorporată Woodfords.